# 冷边土司
冷边土司（藏語：མགོ་སྟོད།，威利转写：mgo stod）是明朝至清朝时期四川境内的一个世袭土司，为嘉绒十八土司之一。其辖境在今甘孜藏族自治州泸定县东北。其治所在今四川泸定县以南的冷碛镇。
根据《打箭炉志略》的说法，冷边土司之祖来自西番的瓦部，是蜀汉时期金环三结之后，世代为西番酋长，后迁居此地。1369年（洪武二年），其首领连呷水撇内附明朝，授瓦部哈工等寺都纲院院抚司。1410年（永乐八年），其首领安支跟随征讨月鲁帖木儿有功，升为冷边长官司。1652年（顺治九年），土司阿撇归顺清朝，赐姓周，此后世代沿用周姓，民间称“周土司”。
冷边土司扼守茶马古道要路，该地区有重要渡口。其与沈边土司隔着大渡河相望，万历年间，冷边土司首领雍中达结联合始阳土司、汉源土司突袭沈边，遭沈边土司抵抗，经过一番激烈战斗后，沈边大败冷边，从此双方交恶不再往来。此后冷边土司衰落，受到周边土司势力的压迫，辖境越来越小，崇祯年间，其治所从大坝迁到冷碛。直至1754年（乾隆十九年），冷边土司与沈边土司联姻，双方才得以和解。
1706年（康熙四十五年），冷边土司奉命监督修建泸定桥。
1911年，被赵尔丰下令改土归流。

## 历代土司
- 恶他
- 大穆
- 喳什木立
- □松撇
- 巫必恶苏
- 达磨
- 连呷水撇
- 安支
- 余纳他
- 阿的
- 莫
- 三哈
- 阿日
- 业莫
- 挫巫结
- 雍中达结
- 朗今喳吧
- 阿撇
- 周长命
- 周维新
- 周至德
- 周述贤
- 周永年
- 之后世系待考